# 波森省
波森省（德語：Provinz Posen；波兰语：Prowincja Poznańska）在1846年至1918年是普鲁士王国的一个省，首府是波兹南（德语：Posen），今波兰中部。该地被誉为波兰的发源地，居民包括波兰人、德国人、一些犹太人与其他少数民族。波兰裔居民大多是公教基督徒（天主教徒），而九成的日耳曼族德意志裔居民信奉基督新教。犹太居民主要集中在规模较大的社区，并多数作手工艺、本地或地区贸易等事业。比较细的社区较有机会是属于波兰人或德国人社区。一般来说，德裔社区集中在西北部，波裔社区则在东南部。经过长期的德国化政策，大多数人口都变为德裔。直到19世纪末，这情况开始逆转，很多德国人自东而来（称为Ostflucht）。虽然德国政府设立了定居政策 （Preußische Ansiedlungskommission），企图买下波兰人的土地以转让给德国人，但未能成功，反而鼓励波兰人守护产业，阻止进一步的德国化政策。
1918年，德国在一战战败，新政府被迫接受凡尔赛条约，割让波森省予重獲獨立後的波兰，成为其波茲南省。

## 参看
- 普鲁士王国
- 波兹南
- 波茲南省 (1919-1939)